# Hoher Göll
Hoher Göll – szczyt w Alpach Berchtesgadeńskich, części Alp Bawarskich. Leży na granicy między Austria (Salzburg), a Niemcami.
Pierwszego wejścia, 4 września 1800, dokonał Valentin Stanič. 25 września 1985 polscy grotołazi – Kazimierz Szych i Mikołaj Czyżewski dokonali zejścia na poziom -1137 m.